# エクリプス (NACHERRYの曲)
「エクリプス」は、NACHERRYの楽曲。ファーストシングルとして2022年10月19日にランティスから発売された。Blu-ray付属の「NACHERRY盤」とCDのみの「4人はそれぞれウソをつく盤」の2つのバージョンが発売された。 

## 背景・リリース
テレビ朝日系列『ANiMAZiNG!!!』枠ほかにて放送されたテレビアニメ『4人はそれぞれウソをつく』の主題歌を収録したマキシシングル。主題歌の「エクリプス」には個人の多様性が表現されており、アニメのテーマでもある『秘密・ウソ・二面性』に寄り添った楽曲となっている。
「NACHERRY盤」と「4人はそれぞれウソをつく盤」の2種類が発売されており、それぞれ異なるカップリング曲が収録されている。また、NACHERRY盤には「エクリプス」のミュージック・ビデオおよびメイキング映像が収録されたBlu-rayが付属される。

## 音楽性
導入から激しいドラムとギターのサウンドが奏でられロックな曲調に仕上がっている。ゲストギタリストとしてマーティ・フリードマンが参加している。

## 収録曲
| #         | タイトル           | 作詞                 | 作曲                   | 編曲      | 時間  |
| --------- | ------------------ | -------------------- | ---------------------- | --------- | ----- |
| 1.        | 「エクリプス」     | 岡田マリア           | 豊田ヒロユキ、山森大輔 | 山森大輔  | 3:23  |
| 2.        | 「Melodious days」 | NACHERRY、岡田マリア | TAXMAN                 | TAXMAN    | 3:30  |
| 3.        | 「夕立のあと」     | 太志                 | 太志                   | 山森大輔  | 4:27  |
| 合計時間: | 合計時間:          | 合計時間:            | 合計時間:              | 合計時間: | 11:20 |

| #         | タイトル              | 作詞       | 作曲      | 編曲               | 時間  |
| --------- | --------------------- | ---------- | --------- | ------------------ | ----- |
| 1.        | 「エクリプス」        |            |           |                    | 3:23  |
| 2.        | 「KIDS ARE TOO LATE」 | 岡田マリア | 山田貴洋  | 山田貴洋、山森大輔 | 3:10  |
| 3.        | 「夕立のあと」        |            |           |                    | 4:27  |
| 合計時間: | 合計時間:             | 合計時間:  | 合計時間: | 合計時間:          | 11:00 |

| #  | タイトル                    | 作詞 | 作曲・編曲 |
| -- | --------------------------- | ---- | ---------- |
| 1. | 「エクリプス」(Music Video) |      |            |
| 2. | 「Music Video Making」      |      |            |